# Mũi quả lê

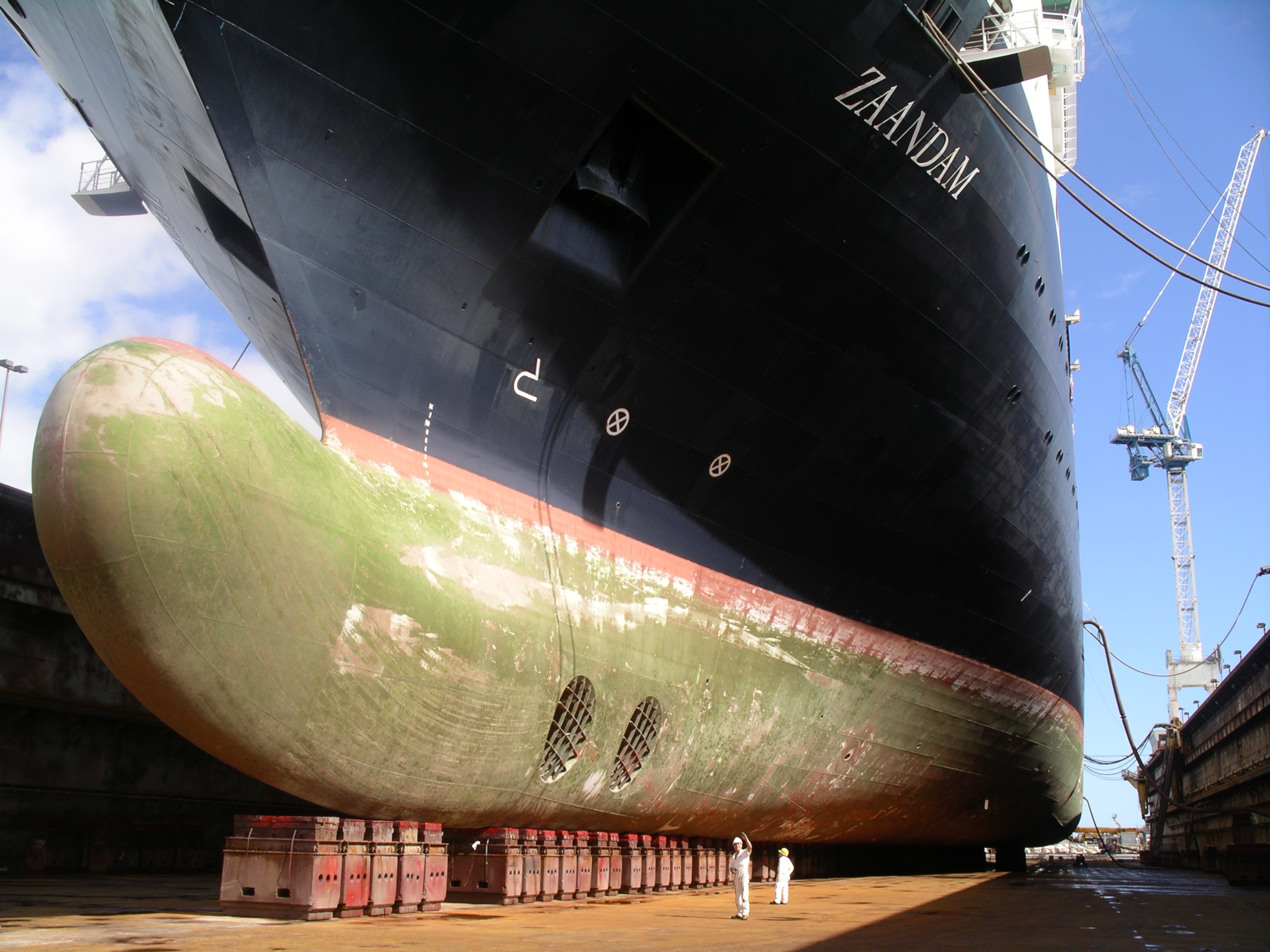
Một mũi quả lê cong lên từ phía dưới con tàu, nếu đỉnh cao hơn điểm nối với thân tàu, thì các đường hầm xuyên qua bên hông là các bộ chân vịt mũi.

Một mũi quả lê là một phần nhô ra ở mũi (phía trước) của con tàu ngay dưới mớn nước. Mũi quả lê điều chỉnh cách nước chảy xung quanh thân tàu, giảm lực cản và do đó tăng tốc độ, phạm vi, hiệu quả nhiên liệu và độ ổn định. Các tàu lớn có mũi quả lê thường có hiệu suất sử dụng nhiên liệu tốt hơn 12 đến 15% so với các tàu tương tự không có mũi quả lê. Mũ quả lê cũng làm tăng độ nổi của phần đầu và do đó làm giảm độ dốc của con tàu xuống một mức độ nhỏ.
Tàu thuyền với động năng cao, tỷ lệ thuận với khối lượng nhân bình phương vận tốc, được hưởng lợi từ việc có một mũi quả lê được thiết kế cho tốc độ hoạt động của chúng; điều này bao gồm các tàu có khối lượng lớn (ví dụ tàu chở dầu khổng lồ) hoặc tàu có tốc độ cao (ví dụ tàu chở khách và tàu chở hàng). Các tàu có khối lượng thấp hơn (dưới 4.000 dwt) và những tàu hoạt động ở tốc độ chậm hơn (dưới 12 kts) có ít lợi ích với mũi quả lê, vì các xoáy nước xảy ra trong các trường hợp này; ví dụ: tàu kéo, xuồng máy,  thuyền buồm và du thuyền nhỏ.
Mũi quả lê có hiệu quả nhất khi được sử dụng trên các tàu đáp ứng các điều kiện sau:
- Chiều dài chìm dưới nước dài hơn khoảng 15 mét (49 ft).[5]
- Thiết kế mũi quả lê được tối ưu hóa cho tốc độ hoạt động của tàu.[6]

## Nguyên tắc cơ bản
1. Thiết kế với mũi quả lê
2. Thiết kế thông thường
3. Sóng tạo ra bởi mũi quả lê
4. Sóng tạo ra bởi mũi thường
5. Mớn nước và vùng đã bị sóng bị triệt tiêu

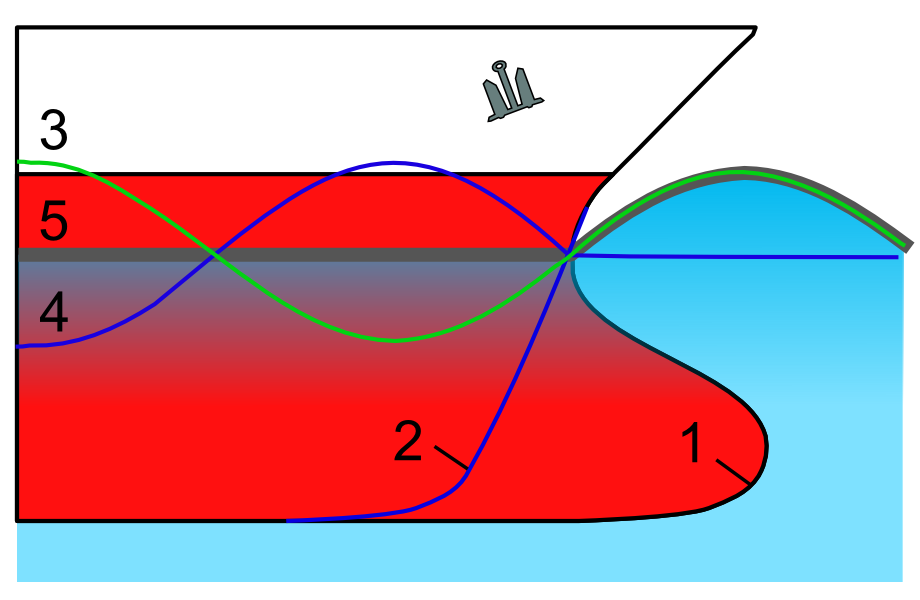
Ảnh hưởng kết hợp của mũi quả lê dưới nước và mũi thông thường đối với sự hình thành sóng, trong đó sóng tạo ra bởi mũi quả lê hủy bỏ sóng được tạo ra bởi mũi thông thường

Tác dụng của mũi quả lê có thể được giải thích bằng khái niệm giao thoa triệt tiêu của sóng:
Một mũi tàu thông thường tạo
```
ra một  
sóng mũi
. Mũi quả ép nước đang lên và chảy sang vùng thấp hơn ở 2 bên. Do vậy, nếu mũi quả lê được đặt ở vị trí thích hợp, vùng thấp của sóng mũi quả le sẽ trùng với vùng đỉnh của sóng mũi thông thường, và do đó hai sóng triệt tiêu nhau, làm giảm 
sóng
 do thuyền tạo ra. Việc tạo ra thêm một sóng nữa làm mất năng lượng của tàu, nhờ tác dụng triệt tiêu sóng mũi, nó làm thay đổi phân bố áp lực dọc thân tàu, nhờ đó giảm sức cản của sóng.  Ảnh hưởng của phân bố áp suất trên bề mặt được gọi là ảnh hưởng của hình dạng.
[
8
]
```

Một mũi nhọn trên thân tàu thông thường sẽ tạo ra sóng mũi và lực cản nhỏ giống mũi quả lê, nhưng sóng từ hai bên sườn tạo sức cản lớn hơn nhiều. Mũi quả lê cũng tạo ra áp suất cao hơn ở một vùng rộng lớn ở phía trước tàu, làm cho sóng bắt đầu sớm hơn.
Việc bổ sung một mũi quả lê vào thân tàu làm tăng tổng diện tích bị ướt. Khi diện tích bị ướt tăng, sức cản của nước cũng tăng. Ở tốc độ lớn và trên các tàu lớn, sóng mũi là lực lớn nhất cản trở chuyển động về phía trước của tàu trong nước. Đối với một con tàu nhỏ hoặc dành nhiều thời gian ở tốc độ thấp, sự gia tăng sức cản cảu nước sẽ không được bù đắp bởi lợi ích trong việc tạo ra sóng mũi nhỏ. Vì các hiệu ứng triệt tiêu sóng chỉ có ý nghĩa ở phạm vi tốc độ cao của tàu, mũi quả lê không giúp tiết kiệm năng lượng khi tàu chạy ngoài phạm vi này, đặc biệt là ở tốc độ thấp hơn.
Mũi quả lê có thể được thiết kế khác nhau, tùy theo sự tương tác được thiết kế giữa sóng mũi và sóng ngược lại từ mũi quả lê. Các thông số thiết kế bao gồm a) độ cong hướng lên  so với mũi quả lê thẳng về phía trước, b) vị trí mũi quả lê so với mớn nước và c) thể tích mũi quả lê. Mũi quả lê cũng làm giảm mô-men ném của tàu, khi chúng bị dằn, bằng cách tăng khối lượng ở khoảng cách xa khỏi trọng tâm dọc của tàu.

## Phát triển

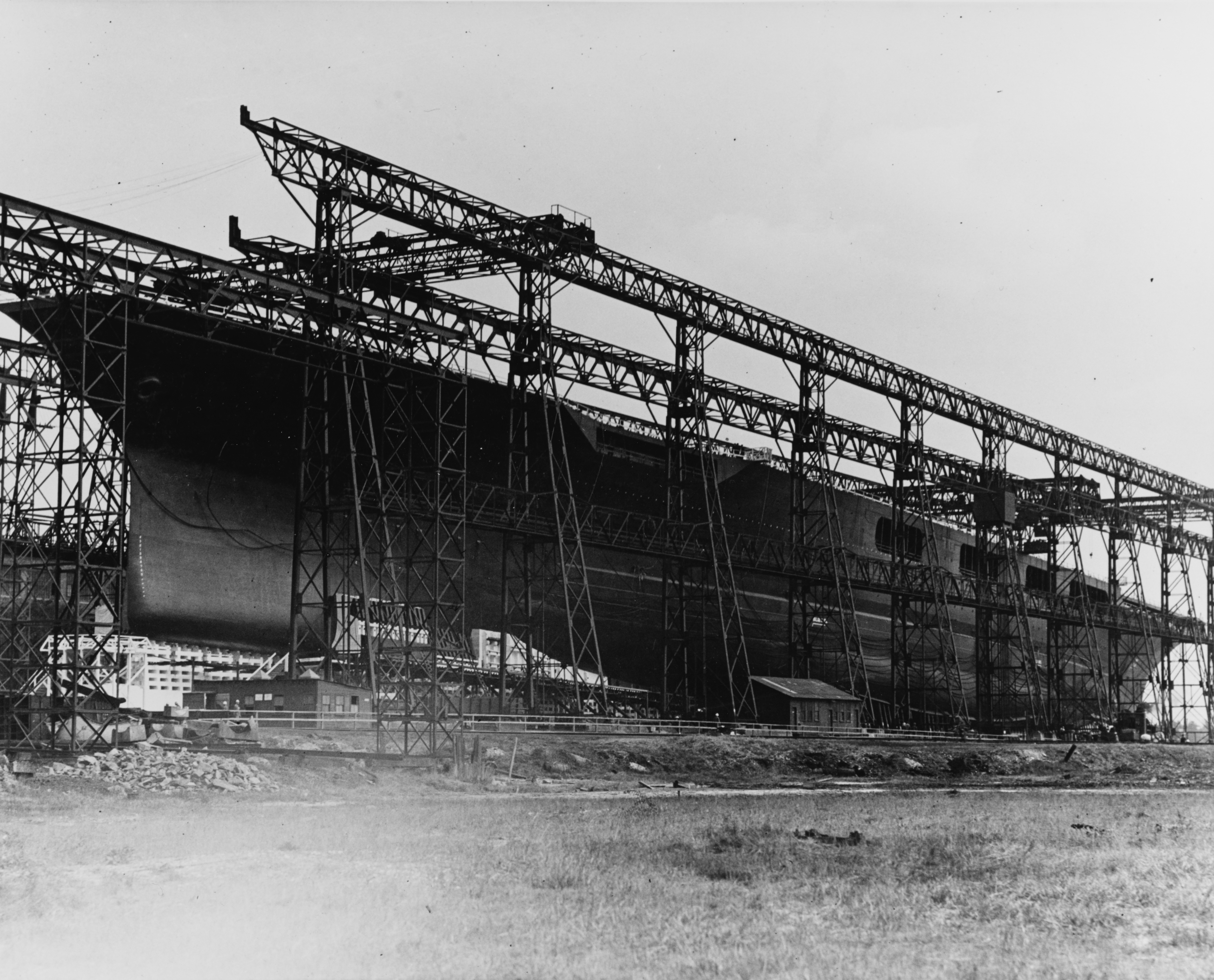
USS Lexington trưng bày mũi quả lê của nó vào năm 1925.

Các thử nghiệm kéo tàu chiến đã chứng minh rằng hình dạng mũi quả lê dưới nước làm giảm sức cản của nước trước năm 1900. Khái niệm cung phình ra được ghi có vào David W. Taylor, một kiến trúc sư hải quân đã từng là Thiết kế Trưởng của Hải quân Hoa Kỳ trong Chiến tranh thế giới thứ nhất và những người sử dụng các khái niệm (được biết đến như một ngón chân cái có hình củ hành) trong thiết kế của ông về USS Delaware, đã đưa vào hoạt động vào năm 1910. Thiết kế mũi quả lê ban đầu không được chấp nhận rộng rãi, mặc dù nó được sử dụng trong tàu chiến lớp Lexington  dẫn tới thành công lớn sau khi hai tàu thuộc lớp đó sống sót sau Hiệp ước Hải quân Washington được chuyển đổi thành tàu sân bay. Sự thiếu chấp nhận này đã thay đổi vào những năm 1920, với việc Đức tung ra  Bremen và Europa. Chúng được gọi là chó săn Bắc Đại Tây Dương của Đức, hai tàu hàng hải thương mại lớn cạnh tranh cho thương mại hành khách xuyên Đại Tây Dương. Cả hai tàu đều giành được Blue Riband, Bremen vào năm 1929 với tốc độ vượt qua 27,9 hải lý trên giờ (51,7 km/h; 32,1 mph) và Europa đã vượt qua Bremen vào năm 1930 với tốc độ vượt qua 27,91 hải lý.
Thiết kế bắt đầu được kết hợp ở những nơi khác, như đã thấy ở SS Malolo do Mỹ chế tạo, SS President  Hoover và SS President Coolidge ra mắt vào cuối những năm 1920 và đầu những năm 1930. Tuy nhiên, ý tưởng chủ yếu được xem là thử nghiệm của nhiều người đóng tàu và chủ sở hữu. 
Năm 1935, siêu tàu sân bay Normandie của Pháp được thiết kế bởi Vladimir Yurkevich kết hợp một bàn chân trước to tròn với kích thước đồ sộ và hình dạng thân tàu được thiết kế lại. Tàu đã có thể đạt được tốc độ vượt quá 30 hải lý/giờ (56 km/h). Normandie nổi tiếng với nhiều thứ, bao gồm cả việc tàu đi trong nước sạch sẽ và sóng mũi giảm đi rõ rệt. Đối thủ lớn dòng Normandie là British Queen Mary, đạt tốc độ tương đương với bằng thiết kế thân tàu truyền thống. Tuy nhiên, một sự khác biệt quan trọng là Normandie đạt được những tốc độ này với công suất động cơ ít hơn khoảng ba mươi phần trăm so với Queen Mary và với mức giảm sử dụng nhiên liệu tương ứng. 
Thiết kế mũi quả lê cũng được Hải quân Đế quốc Nhật Bản phát triển và sử dụng. Một chiếc mũi quả lê khiêm tốn đã được sử dụng trong một số thiết kế tàu của họ, bao gồm tàu tuần dương hạng nhẹ Ōyodo và tàu Shōkaku và Taihō. Một giải pháp thiết kế cung lớn hơn nhiều đã được tích hợp vào tàu chiến lớp Yamato lớn của họ, bao gồm Yamato, Musashi và tàu sân bay Shinano.
Mũi quả lê hiện đại được phát triển bởi Tiến sĩ Takao Inui tại Đại học Tokyo trong những năm 1950 và 1960, độc lập với nghiên cứu hải quân Nhật Bản. Inui nghiên cứu dựa trên những phát hiện trước đó của các nhà khoa học được thực hiện sau khi Taylor phát hiện ra rằng những con tàu được trang bị một mũi quả lê biểu hiện các đặc điểm sức cản thấp hơn đáng kể so với dự đoán. Khái niệm mũi quả lê được nghiên cứu lần đầu tiên bởi Thomas Havelock, Cyril Wigley và Georg Weinblum, bao gồm cả tác phẩm "Lý thuyết về mũi quả lê và ứng dụng thực tế" của Wigley, nghiên cứu các vấn đề về sản xuất và giảm chấn sóng. Các bài báo khoa học ban đầu của Inui về tác dụng của mũi quả lê đối với khả năng chống tạo sóng đã được thu thập trong một báo cáo được xuất bản bởi Đại học Michigan vào năm 1960. Công trình của ông đã thu hút được sự chú ý rộng rãi với bài báo "Sự chống sóng của tàu" do Hiệp hội kiến trúc sư và kỹ sư hàng hải xuất bản năm 1962. Cuối cùng người ta đã thấy rằng lực cản có thể giảm khoảng năm phần trăm. Thử nghiệm và sàng lọc từ từ cải thiện hình dạng của mũi quả lê, nhưng chúng không được khai thác rộng rãi cho đến khi các kỹ thuật mô hình máy tính cho phép các nhà nghiên cứu tại Đại học British Columbia tăng hiệu suất của chúng lên mức thực tế trong những năm 1980. 